# 紐約州第三國會選區
紐約州第三國會選區（英語：New York's 3rd congressional district）是美国纽约州的一個國會選區，範圍為納蘇郡東部、蘇福克郡西北部及皇后區東北角。根據2010年美國人口普查，該選區有717,707名居民。
2023年1月至12月1日，本區眾議員為共和党的乔治·桑托斯；12月1日，众议员通过决议，开除桑托斯议员。2024年2月13日，民主黨的托馬斯·蘇奧齊贏得補選而回任本區的眾議員，同月28日正式就職。